# Me, Myself and I (série télévisée)
Pour les articles homonymes, voir Me, Myself and I.
Me, Myself and I est une série télévisée américaine en treize épisodes de 22 minutes créée par Dan Kopelman (en) et diffusée entre le 25 septembre 2017 et le 21 juillet 2018 sur le réseau CBS et les six premiers épisodes en simultané sur le réseau CTV au Canada.
Cette série est inédite dans tous les pays francophones.

## Synopsis
La série suit les aventures d'Alex Riley à trois étapes de sa vie. D'abord ,en 1991 à 14 ans, alors qu'il part avec sa mère habiter chez son beau-père et son quasi-frère. Puis à 40 ans, en 2017, lorsque , avec sa fille, il loge dans le garage de la maison de son meilleur ami avec lequel il travaille. Enfin, à 65 ans, en 2042, où, devenu milliardaire, il prend sa retraite après une crise cardiaque.

## Distribution
| Alex Riley                             | Jack Dylan Grazer         | Bobby Moynihan       | John Larroquette   |
| Ron, beau père d'Alex                  | Brian Unger (en)          | Brian Unger (en)     |                    |
| Abby, fille d'Alex                     |                           | Skylar Gray          | Kelen Coleman (en) |
| Justin, demi-frère d'Alex              | Christopher Paul Richards | Ryan Hansen          | Ed Begley Jr.      |
| Daryl ("One Nut"), meilleur ami d'Alex | Alkoya Brunson            | Jaleel White         | Tim Reid           |
| Nori, amour d'enfance d'Alex           | Reylynn Caster            |                      | Sharon Lawrence    |
| Maggie, la mère d'Alex                 | Mandell Maughan (en)      | Mandell Maughan (en) |                    |

## Production
Le projet a débuté en août 2016, et CBS a commandé un pilote à la mi-janvier 2017 qui sera réalisé par Randall Einhorn (en).
Le casting a débuté le mois suivant dans cet ordre : Brian Unger (en), Kelen Coleman (en), Bobby Moynihan, John Larroquette et Mandell Maughan (en), Jaleel White, Sharon Lawrence et Christopher Paul Richards.
Satisfait du pilote, CBS commande la série le 12 mai 2017 et cinq jours plus tard lors des Upfronts, place la série dans la case du lundi soir à l'automne.
Parmi les rôles récurrents et invités : Ed Begley Jr. et Tia Mowry, Tim Reid et Alkoya Brunson, et Vanessa Lynn Williams.
Le 1er novembre 2017, après la diffusion de six épisodes, CBS retire la série de sa programmation. Les épisodes restants sont diffusés les samedis à partir du 7 juillet 2018.

## Épisodes
1. Pilot
2. The First Step
3. The Card
4. Star Wars
5. Family Tree
6. New Job
7. Field Trip
8. Home Alone
9. Thanksgiving
10. Video Games
11. Phil Ricozzi
12. The Breakup
13. There She Goes

## Audiences
Le pilote a été vu par 7,46 millions de téléspectateurs aux États-Unis, et 1,447 millions au Canada.